# Lasiopteryx manihot
Lasiopteryx manihot är en tvåvingeart som först beskrevs av Ephraim Porter Felt 1912.  Lasiopteryx manihot ingår i släktet Lasiopteryx och familjen gallmyggor. Inga underarter finns listade i Catalogue of Life.